# 石巻市立大須小学校
石巻市立大須小学校（いしのまきしりつ おおすしょうがっこう）は宮城県石巻市にあった公立小学校。

## 沿革
- 2002年（平成14年）4月1日 - 旧大須小学校（石巻市雄勝町大須字船隠４８番４）と桑浜小学校（石巻市雄勝町桑浜６０）が統合されて、雄勝町立大須小学校（石巻市雄勝町大須字大須２５１−２）が開校。
- 2005年（平成17年）4月1日 - 広域合併により石巻市立大須小学校に改称
- 2011年（平成23年）3月11日 - 東北地方太平洋沖地震が発生し、避難所設置。
- 2015年（平成27年）旧桑浜小学校の校舎を改築する形で滞在型複合体験施設 MORIUMIUSがオープン。
- 2017年（平成29年）3月31日 - 石巻市立雄勝小学校と統合し、閉校。[1][2]また平成２９年２月～５月の間に大須字船隠４８番４の旧大須小学校が解体された。

## 学区
- 雄勝町大須、雄勝町桑浜、雄勝町熊沢 [3]

## 卒業後
公立中学校であれば、大須中学校へ進学する 。